# Ataque del USS Lexington a Puerto Soledad
El ataque del USS Lexington a Puerto Soledad, también llamado como el incidente de la Lexington, tuvo lugar el 31 de diciembre de 1831, cuando Silas Duncan, capitán de la Armada de Estados Unidos, desembarcó en el establecimiento de Puerto Soledad, en las Islas Malvinas, bajo administración de las Confederación Argentina, actual República Argentina. Luego de reducir a las autoridades, saqueó las dependencias oficiales y las viviendas particulares destruyendo de forma irreparable la colonia de Luis Vernet, violando la soberanía argentina al aplicar por primera vez la Doctrina Monroe. El incidente de la Lexington cobró gran importancia histórica porque el proceso culminó con la ocupación británica de las islas.
Luego del ataque, desde 1832 hasta 1843, ambas naciones no mantendrían embajadores formales ni relaciones diplomáticas oficiales.

## Regulación de la actividad pesquera

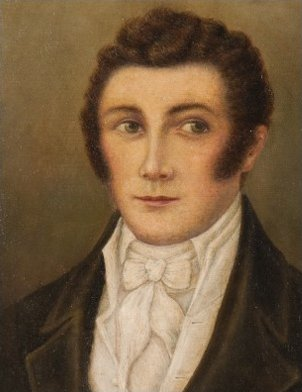
Luis Vernet

Durante finales del siglo XVIII y comienzos del XIX las islas fueron el centro de un comercio lucrativo, pero a la vez ilegal, de caza de ballenas y focas llevado a cabo por marineros de Nueva Inglaterra, Gran Bretaña y Francia. Los cazadores de ballenas acampaban en las islas adyacentes, particularmente en la isla de Goicoechea, donde carneaban gansos y otros aves para tener provisiones, y a veces mataban ganado en la isla Soledad, reparaban sus barcos y trataban las carcasas de focas, lobos marinos, ballenas y pingüinos para obtener aceite.
El 10 de junio de 1829 el gobierno de la provincia de Buenos Aires, que ejercía la soberanía sobre las Islas Malvinas, dictó un decreto que nombraba «Comandante Político y Militar» a Luis Vernet y lo facultó, como gobernador de las islas, a poner en vigencia las leyes de la república, en particular lo concerniente a la regulación de la pesca y la caza de animales.
Vernet ejerció el cargo de comandante político y militar aplicándose a la tarea de hacer cumplir los reglamentos sobre pesca de anfibios, que era realizada de forma indiscriminada por parte de los loberos y balleneros extranjeros, constituyendo un grave problema. El pago por derecho de anclaje fue sistemáticamente eludido por los balleneros y los cazadores clandestinos de guarás, especialmente ingleses y estadounidenses. Buscaba frenar el raqueo de los animales hechos por extranjeros para conservar la población de focas para sus propias actividades. Este acto fue disputado por los cónsules británicos y estadounidenses en Buenos Aires, que afirmaban su derecho a seguir explotando los recursos naturales en las islas. En agosto de 1829, a dos semanas de llegar a la colonia, Vernet proclamó públicamente la prohibición de cazar, pescar o faenar en la isla Soledad «bajo apercibimiento de sanciones». Los barcos extranjeros que tocaban puerto en la colonia se les hacía entrega de una circular impresa con la prohibición. También se les cobraba una tasa. Dos años después redactó un plan para organizar la caza de focas y ballenas que implicaba establecer grupos de pescadores en las costas del archipiélago.
Vernet solicitaba constantemente al gobierno de Buenos Aires refuerzos navales y militares para hacer valer su autoridad, ya que los pescadores, foqueros, loberos y balleneros realizaban sus actividades en las costas de las islas, con efectos destructivos evidentes.

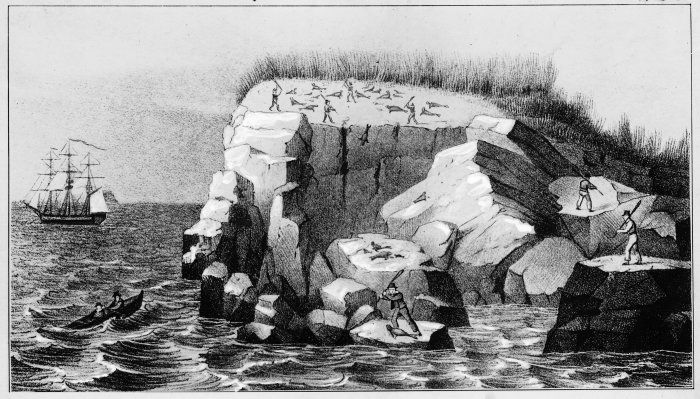
Explotación de lobos marinos en la isla Beauchene en 1833.

A cada embarcación de la que se tuviera noticia o que recalaba en Puerto Soledad la comandancia le hacía llegar una circular donde se advertía de las consecuencias legales de actuar clandestinamente:

(...) a todos los capitanes de los buques ocupados en la pesquera en cualquier parte de la costa perteneciente a su jurisdicción les ha de inducir a desistir, pues la resistencia los expondrá a ser presa legal de cualquier buque de guerra perteneciente a la República de Buenos Ayres; o de cualquier otro buque que en concepto de infrascripto se preste para armar, haciendo uso de su autoridad para ejecutar las leyes de la República. El suscripto también previene contra la práctica de matar ganado en la isla del Este (...)

Poco tiempo después de instrumentarse esta política un empresario estadounidense afectado por las leyes argentinas elevó una queja ante el gobierno de Washington. El secretario de Estado Martin Van Buren envió una nota al cónsul de ese país en Buenos Aires, John Murray Forbes. En el escrito y sin dar fundamento alguno, Van Buren afirmaba que las Provincias Unidas «ciertamente no podían deducir un título firme a las islas» e instruía a Forbes para que presentara una protesta. La muerte de Forbes en junio de 1831 le impidió efectivizar la orden de su superior.

### Advertencia y captura de las goletas
En 1829 la goleta estadounidense Harriet, capitaneada por Gilbert Davison, fue advertida sobre las normas que regulaban la pesca en las islas. Pese a las advertencias, la goleta volvió en 1831 y fue capturada por Brisbane, un marinero que hacía como segundo de Vernet, el 30 de julio del mismo año junto a otros dos barcos pesqueros y foqueros estadounidenses, el Superior, capitaneada por Stephen Congar, y el Breakwater, capitaneada por Daniel Careu. Las tres naves venían operando en el área desde hacía varios meses, faneando lobos marinos, y habían desoído todos los avisos y advertencias de la comandancia. Tras ser apresadas y decomisadas, sus oficiales fueron arrestados y acusados de contravenir la nueva normativa emanada del Estado argentino.
El testimonio de un desertor de la Harriet y el secuestro de la bitácora del Superior probaron que los marinos estadounidenses habían realizado matanzas de lobos en numerosos puntos de las islas. Vernet decidió liberar al Superior luego de que su capitán aceptara por escrito la validez de la soberanía argentina, su derecho de regular la actividad pesquera y se comprometiera a presentarse en Puerto Soledad luego de un plazo prudencial para someterse a juicio. La Superior prosiguió, así entonces, con sus actividades.
A mediados de 1831, Vernet se encontraba en una situación compleja, ya que tenía dos naves capturadas fondeadas en Puerto Soledad y sin elementos suficientes para custodiarlas. También se temía que las tripulaciones de las naves realizaran un ataque contra las autoridades malvinenses para dominar la colonia. Los marinos de la Harriet fueron recluidos por las noches en la casa destinada al secado del pescado y se mantuvo hacia ellos un trato afable. En medio de la actividad de arrestos y relevos de guardias, el Breakwater consiguió escapar y dio aviso en Estados Unidos de lo acontecido.
La Harriet con su cargamento incautado fue conducida a Buenos Aires, con Vernet a bordo junto con su familia, para ser sometida a juicio en el Tribunal de Pesas por la violación de los decretos vigentes. Llegó a destino el 19 de noviembre de 1831, llevando los documentos probatorios necesarios para el debido juicio. Vernet había a cargo a su segundo Enrique Meteaf.

### Incidente diplomático
Debido al fallecimiento del diplomático Forbes en Buenos Aires, por propia voluntad y sin que mediara un nombramiento de Washington había asumido la función el hasta entonces encargado de negocios, George W. Slacum. Se trataba de un diplomático inepto: en opinión de Goebel, era «un individuo carente en absoluto de experiencia diplomática y tan falto de tacto como de buen juicio». El mismo Forbes tenía un muy mal concepto de Slacum y se había quejado repetidas veces a Van Buren sobre la incapacidad e inaceptable comportamiento de su subordinado.
Informado por el capitán Davidson, el 21 de noviembre Slacum presentó una queja al gobierno argentino por la captura y detención de los barcos norteamericanos, y calificó las acciones de las autoridades rioplatenses como «actos de piratería», exigiendo reparaciones económicas para las naves afectadas. El ministro de relaciones exteriores de las Provincias Unidas, Tomás Manuel de Anchorena, le replicó que el incidente estaba siendo estudiado por el Ministerio de Guerra y Marina y que el estado argentino no reconocía la incumbencia de un autoproclamado cónsul sin nombramiento legal para tratar asuntos de tal naturaleza. En una nota posterior Slacum adujo el derecho del pueblo estadounidense de pescar «donde le diera gana», y desconoció los pactos preexistentes entre España y el Reino Unido, entre otras naciones europeas, por el control exclusivo de la pesca en el Atlántico Sur.
Gran parte de los historiadores adjudican a la impericia, agresividad e incapacidad negociadora de Slacum la rápida escalada de las hostilidades, que llevaron un incidente pesquero menor a la suspensión por once años de las relaciones diplomáticas entre el Plata y los Estados Unidos, y a la apropiación británica del archipiélago de las Malvinas y territorios circundantes.
Slacum tomó contacto con Silas Duncan, capitán de la corbeta de guerra USS Lexington, estacionada en el puerto de Buenos Aires en misión del escuadrón del Atlántico Sur con sede en São Paulo, Brasil. Luego, en lo que Goebel califica como «el pico de la indiscreción y desmesura», entregó al gobierno argentino un ultimátum: si el Harriet y su capitán no eran liberados inmediatamente, ordenaría a la nave estadounidense ejecutar una represalia sobre las instalaciones argentinas en las islas Malvinas. Por su parte el capitán del buque, pasando por alto los usos y costumbres del decoro y de la diplomacia habitual, instó «a la rendición inmediata de Vernet para [que fuera] enjuiciado como ladrón y pirata». Anchorena respondió a Slacum diciéndole que «no inferfiera en un asunto privado». Ese mismo día, el presidente estadounidense ordenó el envío de una flota naval al Atlántico Sur para «proteger los derechos de los norteamericanos que pesquen y comercien».
El Reino Unido vio en la situación la oportunidad de allanar el camino a sus ambiciones sobre el territorio insular. En una reunión concertada con Woodbine Parish y Henry S. Fox, embajador y cónsul británico respectivamente, éstos aseguraron a Slacum que Argentina no tenía derechos sobre el archipiélago, a cuya soberanía Su Majestad «no había renunciado». Las conversaciones entre los diplomáticos de ambos países formaron un arreglo para alcanzar una situación que satisficiera las ambiciones de ambos en el territorio insular. También hay pruebas de que Slacum estaba al tanto de la manipulación de la que era objeto y de sus propias intenciones de impedir que el Reino Unido obtuviera la posesión del archipiélago. Esto dio a Slacum el argumento de aspecto legal que necesitaba; rehusándose a aceptar la validez del decreto de nombramiento de Vernet, sugirió a sus superiores «aumentar inmediatamente nuestras fuerzas navales en este Río [de la Plata]», y ordenó a Duncan que procediera con lo previsto y los hechos se aceleraron.
Anchorena le respondió a Slacum que tales decisiones estaban fuera de sus atribuciones como cónsul y que protestaría y haría valer los derechos soberanos argentinos en caso de eventuales perjuicios al personal e instalaciones malvinenses. Ignorando las advertencias del gobierno de Buenos Aires, el 9 de diciembre de 1831 la Lexington zarpó rumbo a las Malvinas.

## Ataque a Puerto Soledad

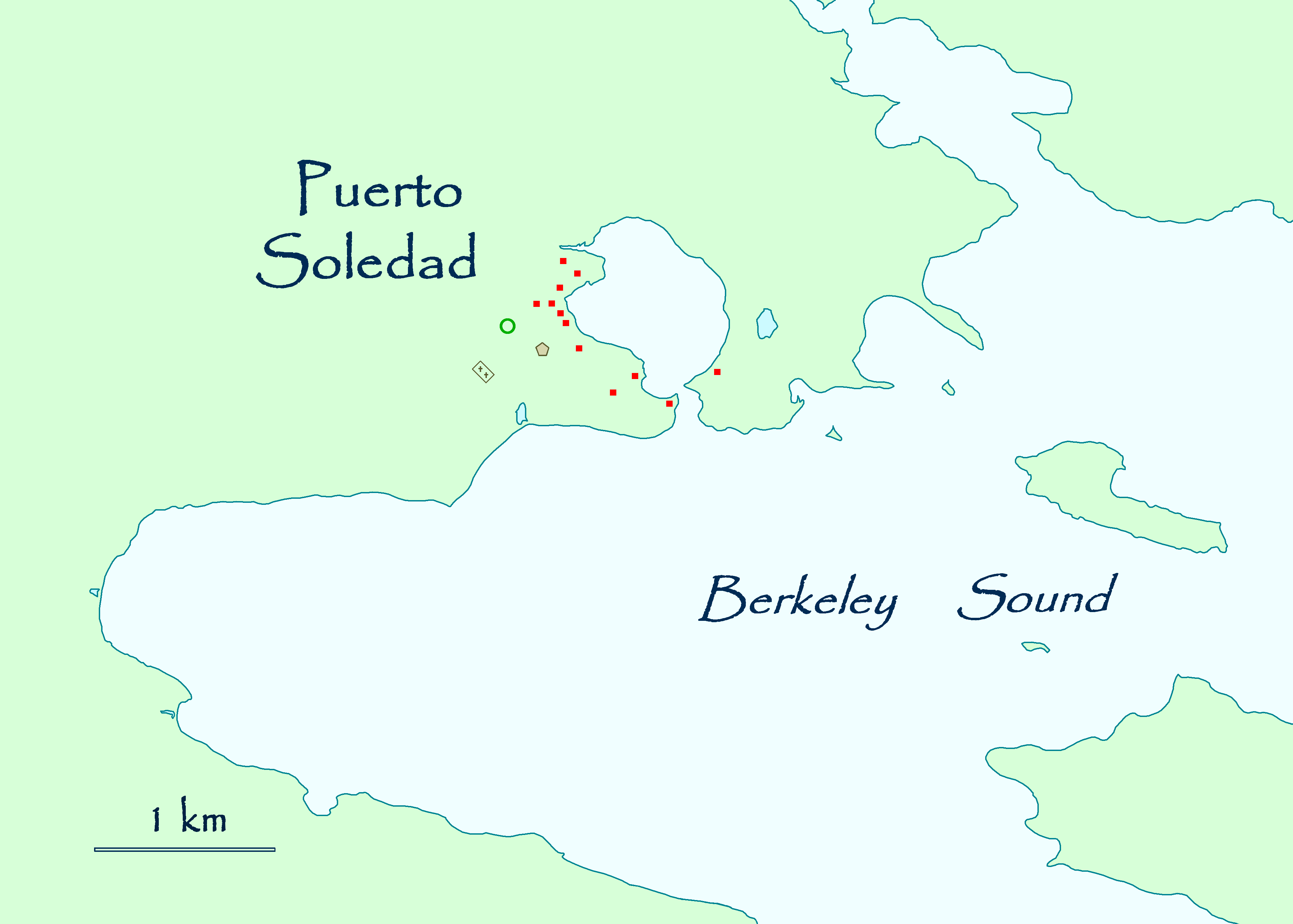
Ubicación de Puerto Soledad y sus alrededores en las costas de la Bahía de la Anunciación.

Entre el 27 y 28 de diciembre la Lexington entró en la Bahía de la Anunciación, de manera irregular, bajo pabellón francés y una «señal al tope de proa», una estratagema de origen filibustero. Una tormenta había impedido un primer contacto, demorando esto hasta el 31 de diciembre. El capitán Duncan invitó al segundo de Vernet y quién tenía más autoridad en la colonia en ese momento, Matthew Brisbane y a Enrique Metealf, de forma de visita de cortesía oficial. La invitación la entregó un teniente que se había acercado en un bote, mientras ellos se paseaban por la playa. Luego se enteraron de que se trataba de un buque de guerra de los Estados Unidos que llegaba para exigir reparaciones por las goletas capturadas. A bordo también se encontraba el capitán Davison de la Harriet.
Cuando abordaron fueron arrestados. Luego, capturó la pequeña goleta Águila, desembarcó sus fuerzas y detuvo a quienes fueron considerados como captores de los navíos estadounidenses, saqueó las instalaciones y los almacenes, ocupó los edificios principales, robó los cueros, herramientas y pertenencias personales de los habitantes (incluyendo vallijas y ropas), inutilizó las fortificaciones y defensas de artillería, clavó los cañones, destruyó las armas y quemó la pólvora. También arrió la bandera de Argentina.
La nave buscaba recuperar las goletas secuestradas. El acto fue apoyado por el embajador estadounidense en Buenos Aires, que declaró unilateralmente que las Malvinas eran un «área libre de cualquier poder administrativo» (res nullius). En las islas, Duncan las declaró así el 21 de enero de 1832, como última medida previa a abandonar Puerto Soledad. Cuarenta colonos vieron la oportunidad de salir a bordo de la Lexington, dejando veinticuatro atrás, en su mayoría gauchos. Todos los que se marcharon lo hicieron por el temor a nuevos episodios. Ducan también declaró que le había dado fin al gobierno argentino de las islas. Tras el ataque, los que habían permanecido quedaron desamparados, mientras Vernet continuaba en Buenos Aires. Además de los habitantes que huyeron, otros siete fueron tomados prisioneros por Duncan, mientras que los esclavos de origen africano fueron encadenados. Como nadie pudo resistir, los estadounidenses actuaron con total impunidad.
Al momento del ataque, la colonia de Puerto Luis o Puerto Soledad contaba con unos 124 habitantes, de los cuales había 30 negros, 34 porteños, 28 rioplatenses angloparlantes y 7 alemanes, a los que se le sumaba una guarnición de aproximadamente 25 hombres. Según el informe de la Lexington, las condiciones en las islas en ese momento eran «bastante miserables».
Fitz Roy contó en su libro su asombro al ver la colonia de Vernet en ruinas tras el ataque:

Fui a Port Louis. En lugar de la alegre aldehuela que esperaba encontrar, solo hallé unas casuchas de piedra semiarruinadas, uno que otro aislado rancho de turba; dos o tres botes despanzurrados, algún terreno removido, donde había habido huerta y crecían aún unas pocas papas o repollos, algunas ovejas y vacas y uno que otro ser humano de aspecto miserable formaba todo esto el primer plano de un paisaje que se completaba hasta el fondo con negras nubes, colinas desgarradas y un brezal áspero y desierto.
¿Qué es esto? -pregunté asombrado a Mr. Brisbane-; creía que el establecimiento de Mr. Vernet era una colonia próspera y feliz. ¿Dónde están los habitantes? El lugar parece tan desierto como arruinado.

El 8 de febrero el buque estadounidense arribó al puerto de Montevideo con siete de los prisioneros engrillados, entre los que se encontraba el propio Brisbane. Duncan escribió a Buenos Aires comentando lo realizado en Malvinas y supeditando la liberación de los cautivos a que el gobierno argentino asegurara que éstos habían actuado bajo sus órdenes. El nuevo ministro de relaciones exteriores, Manuel J. García, respondió asegurando que habían cumplido las instrucciones del comandante Vernet, nombrado legalmente por el gobierno argentino, y que por consiguiente sólo podían ser juzgados por las Provincias Unidas. Duncan liberó a los prisioneros allí mismo. El Comodoro estadounidense Rogers no otorgó cargos a los colonos prisioneros. Antes de ser liberados, entre febrero y abril, los prisioneros estuvieron a bordo del USS Warren.
Duncan nunca registró el ataque en el diario de navegación de la Lexington. Aunque otra fuente reporta que registro de la Lexington solo informa de la destrucción de las armas y un almacén de pólvora.

### Sumario del Gobierno de Buenos Aires
En Buenos Aires, el 10 de febrero el gobierno argentino escribió un sumario formado para esclarecer el incidente protagonizado por la Lexington, tomando declaraciones de algunos de sus protagonistas y registrando los nombres de los argentinos mantenidos presos por la nave estadounidense. Allí la acción de Duncan es calificada de «atentado». Allí Enrique Metealf presta su declaración a las autoridades porteñas:

Preguntado: ¿Cómo es que se halla en este puerto [Buenos Aires], y en qué buque ha venido?
Dijo: Que a este puerto [Buenos Aires] se ha trasladado en la goleta paquete oriental Flor del Río que de las Islas Malvinas salió en la corbeta de guerra norteamericana Lexington; lo que verificó por cuanto el comandante de la indicada corbeta tomó posesión del establecimiento de las Malvinas, procediendo a clavar los caños, quemar la pólvora, y hacer fijar una proclama por el capitán Davison de la goleta americana Harriet, la cual era demasiado alarmante, y puso a todos los vecinos en conflicto; razón porque creyeron que en lo sucesivo no podrían tener seguridad en aquel destino; que por tal principio y con el objeto de traer al Sr. Vernet los documentos y papeles de su pertenencia, que no creyó seguros en el destino en vista de los actos de hostilidad que ha anunciado. Que no fueron estos solos, sino que también hizo pedazos las armas que allí había y las arrojó al agua, excediéndose igualmente a permitir al capitán Davison que embarcarse a bordo de la goleta Dash, capitán Keating, todos los cueros de lobo que estaban embargados a disposición del juzgado de presas de esta capital, creyó indispensable su venida para dar cuenta de lo ocurrido.

Preguntado: ¿Qué día llegó a las islas Malvinas la corbeta de guerra americana Lexington, cómo verificó su entrada en el puerto [Soledad], y si a más de los actos de hostilidad que ha expresado hizo algunos otros?
Dijo: Que el 28 de diciembre próximo pasado se fondeó la corbeta como a distancia de dos leguas del puerto por causa del viento; que el 31 se acercó y fondeó frente al bacín de colonia, y de allí mandó una goletita perteneciente al establecimiento, que había tomado afuera, con marineros y un oficial de la corbeta con el convite que se hacía el declarante, a D. Mateo Brisbane encargado de la pesca, para que fuesen a bordo, y que habiendo identificado, luego que llegaron puso en prisión a Brisbane, permitiendo el declarante viniese a tierra después de dos horas, y en seguida el capitán de la corbeta Lexington hizo su desembarque en la isla, donde practicó los actos que antes he dicho, e hizo poner centinelas en varias casas con objeto, según decía, de impedir se cometieran robos.

Preguntado: ¿Si, cuando el comandante de la Lexington desembarcó en la Isla de Malvinas con fuerza armada, saqueó alguna otra cosa a más de los cueros de lobo que ha declarado, y si alguna de las personas que desembarcaron con él contribuyeron al mismo objeto.?
Dijo: Que luego de haber hecho el desembarco, previno al capitán Davison tomase todo lo que creyese ser suyo, y que en su virtud este sacó un bote con remos, y algunas otras cosas del almacén de D. Guillermo Dickson, y de la casa de D. Luis Vernet unos fusiles, todo lo que se llevaron a bordo del buque donde llevaron los cueros.

Preguntado: ¿Con qué pabellón se presentó la corbeta Lexington a la vista del Puerto de la Soledad en las Islas Malvinas?
Dijo: Que con el pabellón francés, y una señal al tope de proa, como para pedir práctico.

Preguntado: ¿Si puede dar alguna otra idea sobre aquel desagradable suceso?
Dijo: Que el capitán Davison había propagado especies alarmantes, cuales fueron que el Gobierno superior de esta provincia y todo el pueblo se habían desagarrado en extremo por el embargo de los buques americanos; que se le había ofrecido por la Superiodidad el desembargo y devolución de su buque, lo que no había querido aceptar, sin que primero se le indemnizasen todos los prejuicios que había sufrido y reclamaba. Que el capitán de la corbeta Lexington había exparsido públicamente la voz de que en adelante el establecimiento podría sufrir prejuicios, en razón de que las fragatas balleneras de Nueva York se reunirían para castigar por sí mismas cualesquiera impedimiento que quisiera ponerseles en la pesca: que tal aserción causó mucho desaliento entre la población, por cuya razón, y la franqueza que les presentó el comandante de la corbeta Lexington para recibir a su bordo todo el que quisiese embarcarse, salieron todas las familias y esclavos, quedando solo unos pocos paisanos con un documento de resguardo que les dió el comandante de la Lexington, para que ningún buque americano les hiciese daño, con el objeto de que les supliesen de carne cuando necesitasen los que arribasen a la isla.

Preguntado: ¿Si tiene algo que añadir a esta declaración de que ha sido impuesto?
Dijo: Que advierte no haber contestado la pregunta que se le hizo en orden a ni algunas otras personas habían contribuido al saqueo de la isla, en cuyo caso debe decir que Sperl, Schmidt y Feurer mataron unas vacas que no eran suyas, para vender la carne y los cueros al comandante de la corbeta Lexington, que había dicho que no eran suyas, porque, según los libros del Sr. Vernet, no las habían pagado, y porque cree que el primero de estos hombres no las ha tenido nunca. Que también debe agregar que D. Julio Grossy pasó un letrero sobre la puerta de su casa en descrédito del establecimiento, el que no quiso borrar, a pesar de las insinuaciones del declarante y de D. Mateo Brisbane que, por lo que pueda conducir, debe agregar también que, a pesar de habérsele dicho posteriormente que el comandante de la Lexington salió con urgencia de este puerto [Buenos Aires] para ir a buscar a siete marineros americanos que habían quedado en la Isla de Statenland [¿Isla de los Estados?], que permaneció quince días después de su llegada a las islas Malvinas, hasta que mandó a buscar estos individuos en la goleta Dash que fletó al objeto, y debía tocar antes en dos o tres puntos de las islas Malvinas.

Metealf también declaró que desconocía si el Lexington cambió de pabellón o atacó con el francés y que Duncan tomó presos y se llevó a bordo a todos los hombres que encontró, de los cuales había 25 vecinos y el resto eran esclavos contratados por Vernet. Después los hizo volver a todos a tierra, excepto a siete que dejó a bordo. Todos los prisioneros eran naturales argentinos, y se llamaban: Silvestre Núñez, Domingo Balleja, Dionisio Heredia, Jacinto Correa, Juan Plácido, Manuel (un indio charrúa) y Joaquín Acuña. A excepción de este último que fue liberado dos días después, el resto permaneció esposado a bordo desde que el capitán salió de Malvinas rumbo a Montevideo. Metealf los volvió a ver, aún prisioneros en el puerto de la última ciudad, aunque no tuvo contacto porque la centinela de la corbeta se lo prohibió.

### Consecuencias

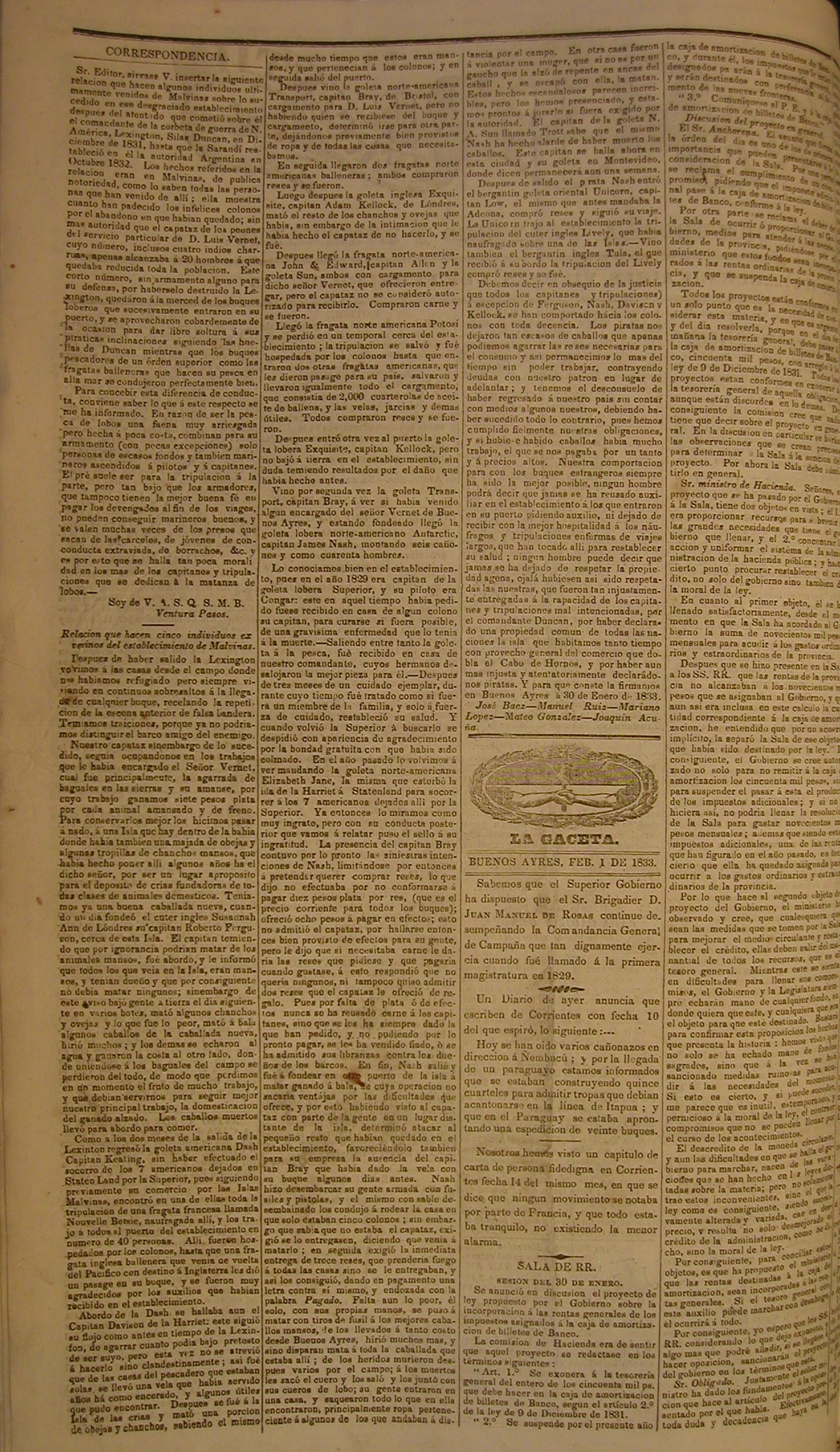
Ventura Pasos sobre el ataque de la Lexington en la segunda página del diario porteño La Gaceta Mercantil del 1 de febrero de 1833.

La acción cometida por Duncan causó conmoción e indignación en Buenos Aires. El diario porteño La Gaceta Mercantil calificó el atentado de «infracción al derecho de gentes» y «ultraje al pabellón argentino». El gobierno se negó a mantener cualquier tipo de contacto con Slacum, y exigió a los Estados Unidos su reemplazo inmediato. En febrero de 1832 el ministro García retiró el exequatur al cónsul Slacun y emitió una proclama acerca del atentado.
Según la versión del Reino Unido, el presidente estadounidense Andrew Jackson alabó al capitán Duncan por sus acciones. Levi Woodbury, el Secretario de la Armada estadounidense, le escribió a Duncan: «el Presidente de los Estados Unidos aprueba el curso que usted siguió, y se encuentra muy satisfecho con la prontitud, la firmeza y la eficiencia de sus medidas». En su mensaje anual al congreso de los Estados Unidos repitió sus elogios al marino, calificó la captura argentina del Harriet como «piratería», e instó a preparar una expedición naval a fin de proteger los intereses estadounidenses en el Atlántico Sur.
Entretanto Francis Baylies llegó a Buenos Aires para reemplazar a Slacum como representante estadounidense en Buenos Aires. Tenía instrucciones del secretario de Estado, Edward Livingston, de continuar la estrategia de su predecesor de ignorar la validez del decreto de nombramiento del comandante político y militar de Malvinas. Argumentaría erróneamente que el texto nunca había sido publicado, aunque en una carta privada a Livingston la admite de plano. Además haría hincapié en el hecho de que los buques norteamericanos habían mantenido actividad en la zona por los últimos cincuenta años, e intentaría negociar la firma de un acuerdo por el que las Provincias Unidas asegurarían a Washington un permiso para continuar con la actividad pesquera. No obstante, al enterarse del accionar de la Lexington, Livingston envió nuevas instrucciones para que Baylies endureciera su postura y apoyara al capitán Duncan en todo lo actuado. Una de las primeras gestiones de Baylies fue presionar al ministro Manuel Vicente Maza para que admitiera que el comandante Vernet no era más que un «pirata».
En junio de 1832, el Encargado de Negocios estadounidense, Baylies, siguiendo instrucciones de su gobierno, exigió la desautorización de Vernet, la devolución de los bienes incautados por él, y el pago de una indemnización. A su vez, negó rotundamente la legitimidad de los derechos y títulos de soberanía argentina, a favor de la del Reino Unido. Ante tales circunstancias, el gobernador, Juan Manuel de Rosas, lo declaró persona non grata y le extendió los pasaportes correspondientes.
Maza contestó el 25 de junio, asegurándole a Baylies que sus cargos contra Vernet debían ser tratados con especial consideración y cuidado, y que el gobierno argentino, como parte de la investigación en curso, había solicitado al comandante una respuesta ante los cargos del consulado norteamericano. Como resultado, Vernet había comenzado la redacción de un largo reporte de su manejo de la cuestión de las pesqueras estadounidenses. Rehusándose a esperar dicho reporte, el cónsul estadounidense respondió el 26 de junio que no aceptaría ninguna explicación de lo acontecido, pues Estados Unidos no sólo refutaba el derecho de Vernet a capturar y detener la propiedad de estadounidenses, sino que también negaba la autoridad misma del gobierno de Buenos Aires sobre esas tierras. El 4 de julio recibió una carta de Fox, en la que le comunicaba las ambiciones del Reino Unido sobre el archipiélago. Esto extremó aún más la postura de Baylies, quien envió el 10 de julio una nota a Maza en la que, repitiendo punto por punto los argumentos británicos, afirmaba que Estados Unidos no reconocía la potestad argentina sobre Malvinas.
En contraste con su correspondencia pública, en carta privada y confidencial del 24 de julio de 1832 a Livingston, el cónsul admite de plano la validez del decreto de creación de la comandancia.
Maza, aparentemente consciente de que la discusión con el enviado estadounidense era inconducente, escribió una larga carta a Livingston, fechada el 8 de agosto, en la que protestaba por los actos de Slacum y Duncan, defendía el derecho argentino a las islas y la decisión de Vernet de apresar a los infractores reincidentes. El 14 del mismo mes envió a Baylies el reporte de Vernet, adjuntándole una nota en la que reclamaba urgente y completa satisfacción por las ofensas de Slacum y Duncan, y la inmediata reparación e indemnización por sus estragos en el asentamiento argentino. Baylies devolvió a Masa el reporte, negándose a considerarlo; luego solicitó su pasaporte para dejar el país. Luego de una reunión en la que ambas partes mantuvieron sus afirmaciones, el 3 de septiembre Maza envió a Baylies su pasaporte, insistiendo en que Washington se disculpara por lo sucedido e indemnizara al Estado argentino por las pérdidas causadas.
El entendimiento estadounidense y británico dio un paso adelante: mientras se preparaba para dejar Buenos Aires, Baylies se entrevistó con el ahora nuevo embajador británico Fox, a quien le comunicó que Washington estaba dispuesto a reconocer la soberanía británica a cambio del otorgamiento de derechos de libre pesca en las aguas inmediatas. Ignorando las reservas del propio Slacum, Baylies incluso animó a Fox para que su gobierno se apoderara de las islas por la fuerza. El embajador británico lo reportó inmediatamente a sus superiores:

Hallé que el embajador de los Estados Unidos y su gobierno estaban completamente informados y listos para reconocer los derechos soberanos de Su Majestad Británica [sobre las Islas Malvinas].

(...)

Pero es mi deber añadir (...) que los norteamericanos parecen reclamar también un derecho original para pescar libremente sobre todas las aguas adyacentes a las Islas Malvinas; e incluso basar esta reclamación (...) en que el derecho de soberanía sobre esas islas sea atribuido interesadamente [being vested in] a la corona británica.

Vernet regresó a Puerto Soledad, sin recursos para reconstruir la colonia y para dotarla de las defensas necesarias. Sin embargo continuó la planificación de la reconstrucción. Regularmente solicitaba que el gobierno de Buenos Aires le asignara recursos humanos y armamento, pero no obtuvo ninguna respuesta formal. El 10 de septiembre de 1832, el Ministerio de Guerra y Marina nombró por decreto al Sargento Mayor de Artillería José Francisco Mestivier como Comandante Civil y Militar interino de las Malvinas y sus adyacentes. El 19 de noviembre, Vernet y su familia abandonaron las islas para siempre en la goleta lobera Harriet que había sido apresada a los estadounidenses. Juan Manuel de Rosas también había ordenado el envío de una fuerza militar, al mando de José María Pinedo con la goleta Sarandí.
Cuando Baylies tomó conocimiento de este hecho, y a punto de retornar a Estados Unidos, calificó el nombramiento del nuevo comandante de Malvinas como un acto «ineficaz» y una «negación directa» de los reclamos británicos, y afirmó que el Reino Unido: 

(...) no podrá renunciar a un derecho de carácter tan elevado y tan bien fundado como el suyo en favor de esta insignificante nación [Argentina] para que sea utilizada con fines de piratería.

El gobierno argentino decidió emplazar a Baylies a que abandonara el territorio de las Provincias Unidas. De aquí en más y por los siguientes once años, ambas naciones no mantendrían embajadores formales ni relaciones diplomáticas oficiales. De regreso en su tierra natal, Baylies vaticinó que «cualquier colonia que emanare de Buenos Aires y se establezca en las Malvinas, se convertirá inevitablemente en pirata».
Un testimonio de un británico habla sobre Vernet y su colonia tras el ataque estadounidense:

... Mr. Vernet no era ni un ladrón ni pirata, como lo calificó el capitán Duncan, por haber tratado de sostener su situación y evitar que su establecimiento fuese defraudado por gentes que ningún derecho tenían sobre estas islas. Por malos que hubiesen sido los procederes de Vernet, él sólo debía dar cuenta de ellos a su gobierno, y los que obraban a sus órdenes, teniendo él un nombramiento legal, no merecían por cierto haber sido apresados como piratas engrillados y llevados al Plata en esa forma. Ni tampoco era justo (prescindiendo enteramente de consideraciones humanitarias), destruir la naciente colonia, forzar o despedazar las puertas y ventanas, registrar las casas, armarios y cajones, pisotear las huertas, romper los cercos y maltratar en tal forma a inofensivos pobladores que muchos meses después, cada vez que éstos veían aproximarse un buque de guerra, huían amedrentados hacia el interior, ignorando cómo serían tratados...

Debido a una gran cantidad de acusaciones y supuestas malas interpretaciones en su contra, Vernet dirigió un oficio en diciembre de 1831 a Duncan en un intento de «desvanecer calumnias», ofreciendo someterse ante él y los testigos que designase, a un careo con el capitán Davison de la Harriet. Duncan lo rechazó argumentando que «el comandante de la Lexington tiene prueba y bajo juramento que la goleta Harriet fue saqueada de casi todos los artículos que tenía a bordo por orden de Luis Vernet, llamándose Gobernador y propietario de las islas Malvinas». En ese contexto, Robert Fitz Roy se expresó a favor de Vernet:

He oído mucho Mr. Vernet y sus procedimientos, de muchas fuentes, así de enemigos como de amigos, y aún cuando nunca me vi con él y por lo tanto no puedo ser parcial por amistad, lamento sinceramente su desgracia y creo que ha sido muy calumniado.

Tras la ocupación británica, Vernet intentó obtener una indemnización del Gobierno de los Estados Unidos por las pérdidas de la incursión del Lexington, pero fracasó. El indicaba que todo el asentamiento fue destruido, pese a que los estadounidenses lo negaban. Matilde Vernet y Sáez, hija de Vernet y primera persona en nacer en las Malvinas, se casó con Greenleaf Cilley, un capitán estadounidense. El la apoyó en su defensa de los derechos argentinos en las islas y, ante el consulado de Estados Unidos en Buenos Aires, protocolizó de puño y letra su desagravio personal ante el ataque de la Lexington. En 1884, la familia de Vernet (ya fallecido) recibió el apoyo del Gobierno del presidente Julio Argentino Roca, que reabrió tanto la reclamación sobre la Lexington con los Estados Unidos y la soberanía de las Malvinas con Gran Bretaña. El Gobierno del Presidente estadounidense Grover Cleveland rechazó el reclamo argentino en 1885.
John Belohlavek, consideró que el ataque era «solo uno de los engranajes de una política exterior» que, orquestada por el presidente Jackson, reemplazaba con acciones armadas, generalmente navales, los lazos de cooperación que sus antecesores habían procurado establecer con las nuevas naciones sudamericanas. Julius Goebel critica lo que llama:

(...) la tradición de la diplomacia del insulto hacia Sudamérica iniciada por su administración... Más que ninguna otra persona, fue, quizás, Jackson responsable de sustituir por una atmósfera de sospecha e inquina los sentimientos previos de amistad y buena voluntad fomentada por el gobierno norteamericano.

En efecto, la visión predominante en la administración Jackson, proveniente de un sistema de valores generalizado en los Estados Unidos de la época, mantenía que los argentinos eran «bárbaros ignorantes» y «corruptos incapaces de mantener la observación de la ley» y mucho menos de honrar los principios del Estado de Derecho.
Estados Unidos nunca quisieron reconocer su error pese a la renovación de las protestas argentinas en 1841 y 1884, nunca se dieron las debidas satisfacciones ni la indemnización correspondiente a los daños ocasionados. Pese a ello, la Corte Federal de Massachusetts resolvió que los actos de Silas Duncan eran ilegítimos. En un litigio en el cual se había invocado el incidente de la Lexington, esa corte resolvió «que dicho funcionario no tenía derecho, sin la dirección expresa de su Gobierno, para entrar en la territorialidad de un país en paz con los Estados Unidos y embargar los bienes encontrados allí, reclamado por los ciudadanos de los Estados Unidos».
En 1839 Carlos María de Alvear, ministro plenipotenciario en Washington D. C., mantuvo «en misión amistosa», una entrevista con el secretario de Estado, John Forsyth. Entre ambos se trató el tema del ataque en las Malvinas. Según el informe de Alvear al gobierno sobre la conversación, se le dijo que el gobierno de Washington había aprobado la acción de Duncan, «sin que ello hubiera tenido la menor intención ni el deseo de hacer el más mínimo ultraje al gobierno ni a la Nación Argentina». Alvear también fue informado que a los Estados Unidos «no les toca juzgar sobre el derecho de las Malvinas: es decir, si pertenecen a la Inglaterra o a ustedes [Argentina] (...)».